# Stadion Gwardii Warszawa
Stadion Gwardii Warszawa – nieczynny stadion piłkarsko-żużlowy przy ul. Racławickiej 132 w Warszawie. Obiekt powstał w latach 50. XX wieku. Może pomieścić 9000 widzów.

## Historia
Stadion powstał w latach 50. XX wieku i w 1955 roku został przekazany w użytkowanie Gwardii Warszawa. Obiekt leżał wówczas na terenach należących do Skarbu Państwa, w 1971 roku został oddany w zarząd Ministerstwu Spraw Wewnętrznych, od 2007 roku zarządzała nim Komenda Główna Policji.
Obiekt przy ulicy Racławickiej przez lata gościł występy piłkarzy Gwardii Warszawa, w tym w I lidze i w europejskich pucharach. W latach 1983, 1984, 1986 i 1987 na stadionie organizowano kongresy Świadków Jehowy. W dniach 27–29 lipca 1989 roku obiekt był areną IX Międzynarodowych Zawodów Straży Pożarnych oraz VII Międzynarodowych Zawodów Młodzieżowych Drużyn Pożarniczych, zorganizowanych pod egidą CTIF. W 1993 roku bieżnię wokół boiska zaadaptowano na tor żużlowy (miał długość 383 m). Był on użytkowany do 1996 roku, później nastąpiła przerwa, by pod koniec 1999 roku go reaktywować (wówczas to Władysław Gollob zorganizował na arenie turniej sylwestrowy). W 2000 roku powstała drużyna żużlowa, występująca początkowo w II lidze, a w 2003 roku w I lidze. Sezonu 2003 warszawscy żużlowcy jednak nie dokończyli, po czym doszło do rozwiązania drużyny. Na obiekcie organizowane były również koncerty światowych gwiazd, m.in. Aerosmith (1994), Tiny Turner (1996), Stinga (1996 i 2001), Metalliki (1999), Rogera Watersa (2002), Carlosa Santany, Iron Maiden (2008) i Andrei Bocellego (2009).
W 2012 roku stadion z uwagi na zły stan techniczny został zamknięty przez nadzór budowlany. W 2018 roku rozebrano budynki kasowe na stadionie. Od 2012 roku stadion jest niewykorzystywany w żaden sposób i niszczeje.
Policja chciała w miejscu stadionu zbudować ośrodek szkoleniowy, ale ten projekt nie został zrealizowany. W 2017 przylegającą do stadionu trzyhektarową działkę Ministerstwo Spraw Wewnętrznych i Administracji przekazało agencji Frontex pod budowę jej nowej siedziby. W latach 2019–2024 stadion był we władaniu Agencji Bezpieczeństwa Wewnętrznego, która przejęła go w związku z „realizacją obowiązków Agencji w zakresie ochrony bezpieczeństwa wewnętrznego państwa, jego porządku konstytucyjnego oraz zadań statutowych agencji”. W 2024 pięciohektarową działka ze stadionem, ustanowiona terenem zamkniętym  „ze względu na obronność i bezpieczeństwo państwa”, została przejęta przez Agencję Wywiadu.